# Fine Olsson
Fine Olsson (* zwischen 1975 und 1977) ist ein ehemaliger nauruischer Leichtathlet.

## Leben und Karriere
Olsson gewann bei den erstmals ausgetragenen Jugend-Ozeanienmeisterschaften 1993 im australischen Canberra mit einer Weite von 47,78 Metern die Silbermedaille im Speerwurf. Am 20. Februar 1994 verbesserte er in Meneng den nauruischen Landesrekord auf 48,42 Meter. Bei den Mikronesienspielen im März und April 1994 in Agana (Guam) scheiterte der Nauruer über 400 Meter bereits im Vorlauf (1:03,6 min) und belegte mit der 4-mal-400-Meter-Staffel um Ace Capelle, Fredrick Canon und Tryson Duburiya als Schlussläufer den vierten und letzten Platz. Die gelaufene Zeit (3:43,7 min) bedeutet bis heute einen Landesrekord. Im Speerwurf konnte Olsson die Bronzemedaille gewinnen (46,36 m). Am 17. September 1994 stellte er in Meneng den bis heute gültigen Landesrekord mit einer Weite von 49,50 Meter auf.
Olsson stammt aus dem Distrikt Anetan.